# El árbol de la sangre
El árbol de la sangre es una película dramática de 2018, coproducción de Argentina y España, dirigida por Julio Medem. Se estrenó en cines el 31 de octubre de 2018. Está protagonizada por Úrsula Corberó y Álvaro Cervantes, en los papeles de Rebeca y Marc. Najwa Nimri, Patricia López Arnaiz, Daniel Grao, Joaquín Furriel, María Molins, Emilio Gutiérrez Caba, Luisa Gavasa, Josep Maria Pou y Ángela Molina completan el reparto principal.

## Sinopsis
Rebeca y Marc son una joven pareja, que viaja hasta un antiguo caserío que perteneció a su familia. Allí escribirán la historia común de sus raíces familiares creando así un gran árbol genealógico donde se cobijan relaciones de amor, desamor, sexo, locura, celos, infidelidades... y bajo el que también yace una historia repleta de secretos y tragedias.

## Reparto
- Úrsula Corberó – Rebeca
- Álvaro Cervantes – Marc
- Najwa Nimri – Macarena
- Patricia López Arnaiz – Amaia
- Daniel Grao – Víctor
- Joaquín Furriel – Olmo
- Maria Molins – Nuria
- Emilio Gutiérrez Caba – Pío
- Luisa Gavasa – Candela
- Josep Maria Pou – Jacinto
- Ángela Molina – Julieta